# Burdignin
Burdignin település Franciaországban, Haute-Savoie megyében. Lakosainak száma 688 fő (2022. január 1.). Burdignin Boëge, Fessy, Habère-Lullin, Saxel és Villard községekkel határos.

## Népesség
A település népességének változása:
| Lakosok száma | 613  | 610  | 628  | 628  | 651  | 673  | 680  | 683  | 688  |
|               | 2013 | 2015 | 2016 | 2017 | 2018 | 2019 | 2020 | 2021 | 2022 |